# Paulo Filho
Paulo Fernando de Souza Leite Filho (ur. 24 maja 1978 w Rio de Janeiro) − brazylijski grappler i zawodnik mieszanych sztuk walki (MMA). Mistrz organizacji World Extreme Cagefighting w wadze średniej (2007-2008).

## Sportowa kariera
W 1996 roku otrzymał czarny pas w judo, a dwa lata później w brazylijskim jiu-jitsu. Największy sukces w amatorskiej karierze osiągnął w 1999 roku, gdy został wicemistrzem świata w brazylijskim jiu-jitsu w wadze ciężkiej w klasie czarnych pasów, przegrywając wtedy jedynie z Murilo Bustamante. 

### Mieszane sztuki walki
W 2000 roku 22-letni Filho przeszedł na zawodowstwo i zadebiutował w mieszanych sztukach walki. Wygrawszy cztery walki z rzędu, w 2002 roku wystąpił w prestiżowej japońskiej organizacji PRIDE Fighting Championships. W debiucie, na gali PRIDE 22 pokonał przez poddanie Akirę Shojiego. Mimo to ofertę kolejnej walki otrzymał dopiero w 2004 roku, gdy ponownie odniósł zwycięstwo nad Shojim. W następnych trzech występach pokonał kolejno Amara Sułojewa, Ryutę Sakuraia i Murilo Ruę, dzięki czemu został zaproszony do wzięcia udziału w 16-osobowym turnieju PRIDE 2006 Welterweight GP, skupiającym najlepszych zawodników PRIDE w wadze półśredniej (83 kg). Niepokonany w 11 walkach z rzędu Filho przystępował do niego jako jeden z faworytów. W pierwszej rundzie pokonał Francuza Gregory'ego Bouchelaghema, a w ćwierćfinale i półfinale poddał Japończyków Ryō Chōnana oraz Kazuo Misakiego. W walce z tym ostatnim Brazylijczyk doznał jednak kontuzji kolana, z powodu której musiał wycofać się z pojedynku finałowego z Denisem Kangiem. Zastąpił go w nim Misaki, który wygrał później cały turniej.
W 2007 roku Filho, uznawany ówcześnie obok Andersona Silvy za najlepszego zawodnika na świecie w swojej kategorii wagowej, przeszedł do amerykańskiej organizacji World Extreme Cagefighting. 5 sierpnia 2007 roku zmierzył się w Las Vegas z Joem Doerksenem o wakujące mistrzostwo WEC w wadze średniej (84 kg). Pokonał Kanadyjczyka przez techniczny nokaut w 1. rundzie. Cztery miesiące później bronił tytułu przeciwko Chaelowi Sonnenowi. Walka zakończyła się w 2. rundzie, gdy Filho założył Amerykaninowi dźwignię na staw łokciowy. Mimo że Sonnen się nie poddał, sędzia zdecydował się przerwać walkę, co część komentatorów uznało za kontrowersyjne. Władze WEC zarządziły zatem rewanż. Pierwotnie miał się on odbyć w marcu 2008 roku. Walka została jednak przełożona, gdyż okazało się, że Filho jest uzależniony od leków antydepresyjnych i poddał się kuracji odwykowej. Ostatecznie obaj zawodnicy zmierzyli się po raz drugi 5 listopada 2008 roku w Hollywood na Florydzie. Stawką pojedynku nie był jednak tytuł, gdyż Brazylijczyk przekroczył wymaganą wagę o ponad 3 kg. Po nieciekawym i toczonym w wolnym tempie boju zwyciężył Sonnen przez jednogłośną decyzję. Filho, dla którego była to pierwsza porażka w MMA, został wkrótce potem usunięty z organizacji.
W 2009 roku stoczył jedną walkę dla japońskiej organizacji DREAM, poddając Melvina Manhoefa. Następnie startował wyłącznie w Brazylii, w trzech różnych kategoriach wagowych (od średniej do ciężkiej), wygrywając 5 z 10 swoich walk.
W październiku 2011 roku ogłoszono, że wystąpi w Polsce, gdy na gali KSW XVII zmierzy się z Mamedem Chalidowem. W połowie tego samego miesiąca jeden z brazylijskich portali, powołując się na byłego menadżera zawodnika, doniósł, że dwa tygodnie wcześniej Filho był hospitalizowany z powodu zagrażającego życiu zatrucia, spowodowanego przedawkowaniem leku nasennego Rohypnolu. Filho przyznał się do wieloletniego uzależnienia od tego środka, odmówił jednak poddania się kuracji odwykowej, która oznaczałaby odwołanie walki z Chalidowem, zapowiedział również, że jeżeli do tego pojedynku dojdzie, będzie on ostatnim w jego karierze. Na pięć dni przed walką KSW wydało oświadczenie, w którym ogłosiło, iż rezygnuje z usług Filho, ze względu na stan jego zdrowia.
6 września 2012 roku stoczył rewanżowy pojedynek z Murilo Ruą w Brazylii, który wygrał przez techniczny nokaut w 47 sekundzie 1. rundy. Od zwycięstwa nad Ruą zanotował bilans dwóch porażek m.in. z Davidem Branchem na gali World Series of Fighting oraz remis.

## Osiągnięcia[10]
Mieszane sztuki walki:
- 2006: PRIDE Welterweight Grand Prix - finalista turnieju wagi półśredniej
- 2007-2008: Mistrz World Extreme Cagefighting w wadze średniej

Brazylijskie jiu-jitsu:
- Mistrzostwa Świata CBJJ
  - 1997: 1. miejsce w kat. -94 kg, purpurowe pasy
  - 1998: 2. miejsce w kat. -94 kg, brązowe pasy
  - 1999: 2. miejsce w kat. -94 kg, czarne pasy
- Mistrzostwa Brazylii CBJJ
  - 1996: 1. miejsce w kat. +94 kg, niebieskie pasy
  - 1998: 1. miejsce w kat. -94 kg, brązowe pasy
  - 1999: 2. miejsce w kat. -94 kg, czarne pasy
  - 2000: 2. miejsce w kat. -94 kg, czarne pasy

Submission fighting:
- 2005: ADCC Brasil Trials - 1. miejsce w kat. -98,9 kg